# Anna Palm de Rosa
Anna Sofia Palm de Rosa (Estocolm, 25 de desembre de 1859 – Madonna dell'Arco, Sant'Anastasia, 2 de maig de 1924) va ser una artista i pintora paisatgista sueca. A la dècada de 1890 es va convertir en una de les pintores més populars de Suècia amb les seves aquarel·les de vaixells de vapor i velers, i escenes d'Estocolm. També va pintar una imatge memorable d'un joc de cartes a l'hotel Brøndums de Skagen mentre passava un estiu amb els pintors de Skagen. Als 36 anys, Anna Palm va deixar definitivament Suècia i va passar la resta de la seva vida al sud d'Itàlia, casada amb un oficial d'infanteria.

## Primers anys i formació
Nascuda el dia de Nadal de 1859 a Estocolm, Palm de Rosa era filla del pintor Gustaf Wilhelm Palm i d'Eva Sandberg, ella mateixa  filla del pintor Johan Gustaf Sandberg. La casa familiar, al número 19 de Barnhusträdgårdsgatan (avui carrer d'Olof Palme), va ser un lloc de trobada popular per als seus amics artistes com Nils Kreuger, Gustaf Cederström, Georg Pauli i Vicke Andrén. Anna Palm va ser educada en privat pel seu pare, que ensenyava a l'Escola Elemental de Dibuix (Elementarteckningsskolan), que preparava estudiants per a la Reial Acadèmia Sueca d'Art.
No va assistir com a alumna a la Reial Acadèmia perquè encara no era permès que les dones hi estudiessin. A la dècada de 1880, Palm de Rosa es va convertir en estudiant del pintor d'història Edvard Perséus i del paisatgista Per Daniel Holm. El 1885, amb el suport dels seus pares, va viatjar a  Copenhaguen, on va treballar com a professora entre 1889 i 1891 a la Det Kongelige Danske Kunstakademiepassar (Reial Acadèmia Danesa de les Belles Arts) i estigué un temps a Skagen, on pintà Et l'hombre-parti på Brøndums Hotel. També va anar a Anvers, on va estudiar amb el pintor marí Romain Steppe, abans de passar un temps a París.

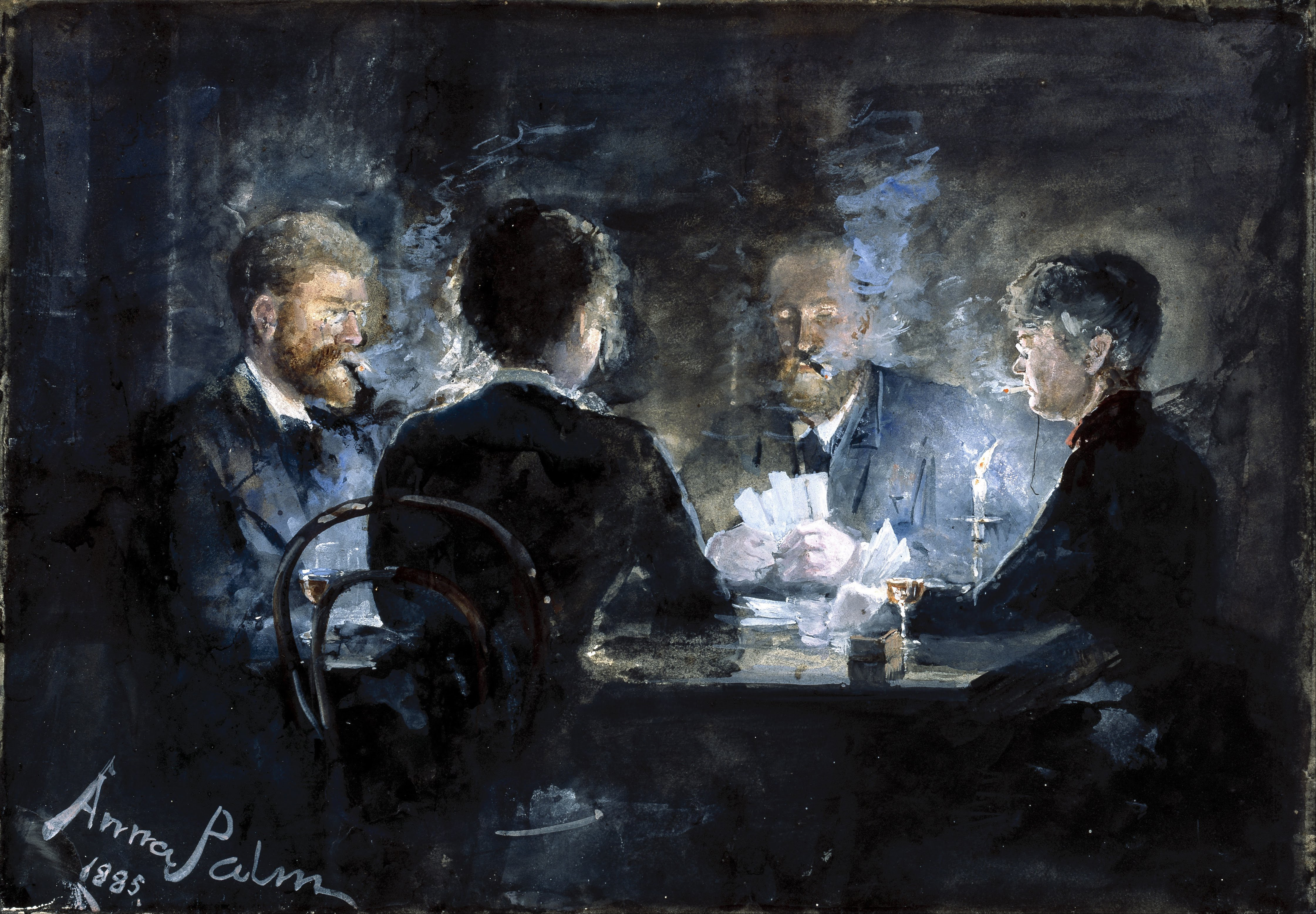
Anna Palm: Et l'hombre-parti på Brøndums Hotel (1885)

## Carrera
Palm de Rosa va ser una dels 84 artistes que van signar una carta l'any 1885 demanant canvis radicals en l'ensenyament a l'Acadèmia Sueca, un sistema que consideraven obsolet. No obstant això, va exposar-hi els anys 1885 i 1887 i de 1889 a 1891 va ensenyar-hi pintura a l'aquarel·la. També va ser membre de l'associació acabada de crear Svenska konstnärinnor (Artistes femenines sueques), juntament amb Eva Bonnier, Hanna Pauli i Mina Carlson-Bredberg. Les aquarel·les d'escenes marines amb vaixells de vapor i velers que va pintar durant aquesta època van contribuir a la seva creixent popularitat. Va començar a produir moltes petites vedutes per satisfer els seus nombrosos clients, alhora que pintava escenes de la ciutat d'Estocolm.

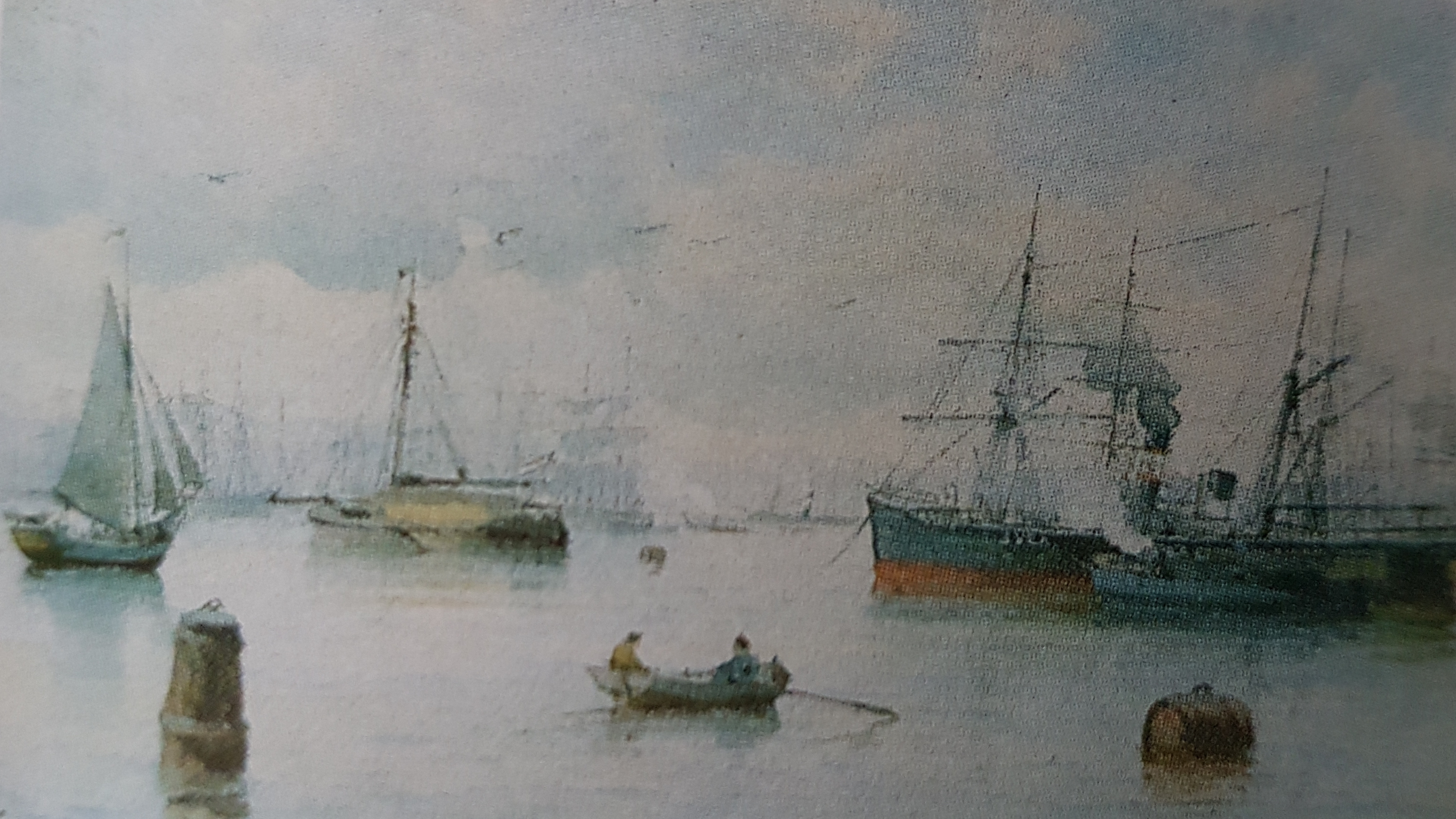
Vaixells a la badia de Saltsjön

La nit de Cap d'Any de 1895, als 36 anys, va deixar Suècia per no tornar-hi mai més. Després de passar un any a París, es va traslladar a Itàlia, on va conèixer el seu marit, el tinent d'infanteria Alfredo de Rosa. Després del seu casament a París l'any 1901, la parella es va traslladar primer a Capri, després es va instal·lar finalment a la Madonna dell'Arco, districte de Sant'Anastasia, a prop de Nàpols, el 1908.
A més d'escenes de la vida italiana, va continuar pintant paisatges d'Estocolm, incloses escenes de Gustaf Adolfs torg amb l'edifici de l'òpera, així com vistes de la l'Exposició General d'Art i Industria d'Estocolm de 1897. L'única possible explicació del seu interès en aquests projectes és que devia rebre fotografies de Suècia com a base per a les seves pintures. Pot ser que fes servir fotografies fetes pel fotògraf d'Estocolm Frans Gustaf Klemming, que també estava darrere d'algunes de les pintures a l'oli de Robert Lundberg, però probablement es va basar en vistes preses per diversos fotògrafs.
Durant la Primera Guerra Mundial, quan el seu marit va ser reclutat, Palm de Rosa va ser extremadament productiva en la seva pintura, especialment a Baies, al golf de Nàpols, on va passar un any. Després de la guerra, es va anar fent cada cop més fràgil fins a la seva mort, el maig de 1924.
Malgrat que no va tenir gaires oportunitats de mostrar la seva obra a causa de la vida familiar que va prevaler, com passà també en el cas d'altres contemporànies seves, la seva obra està representada al Nationalmuseum d'Estocolm, al Museu d'Art de Göteborg i a la Universitat d'Uppsala, així com als museus de Norrköping i Hèlsinki.

## Galeria

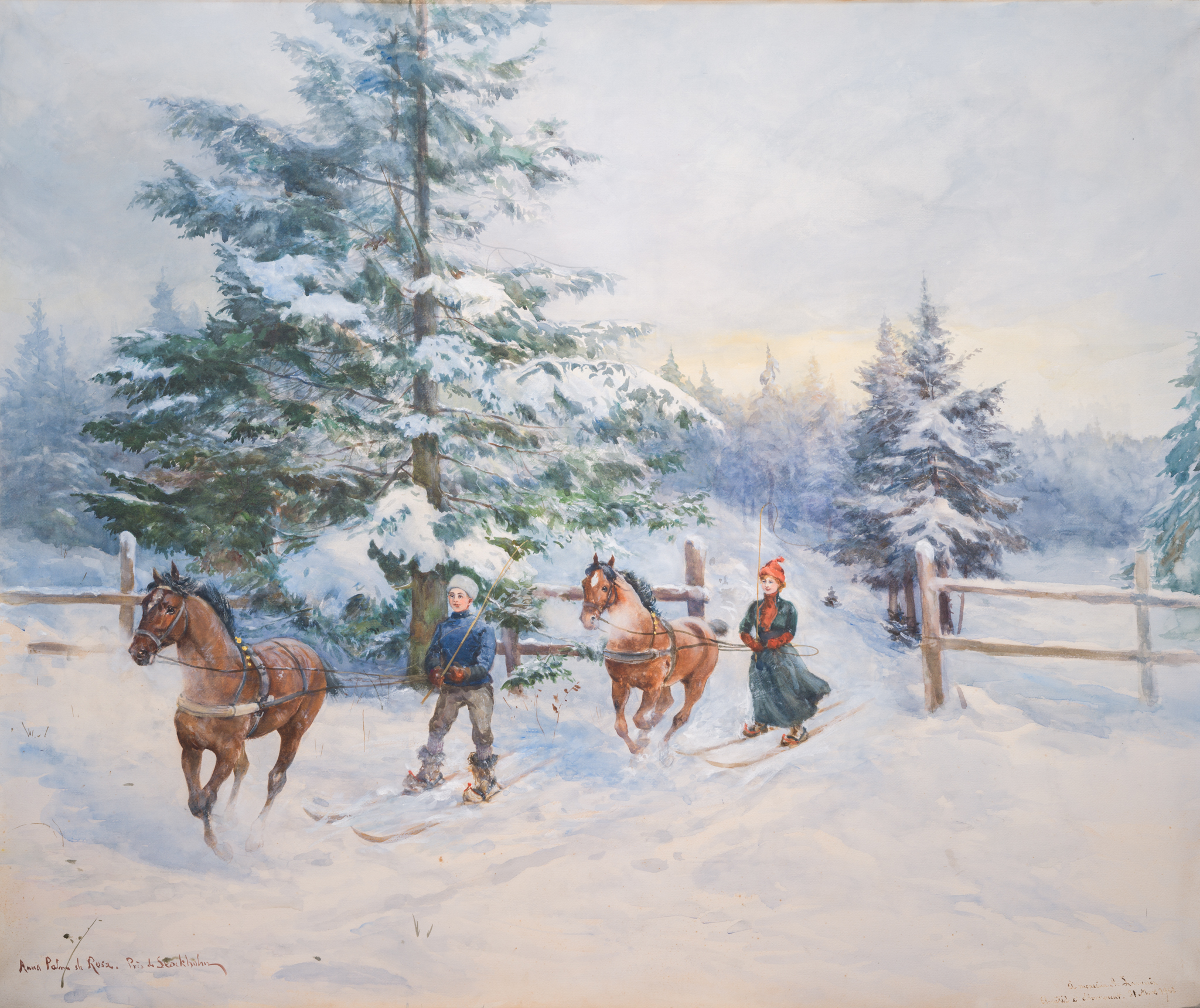
Skijoring, 1902
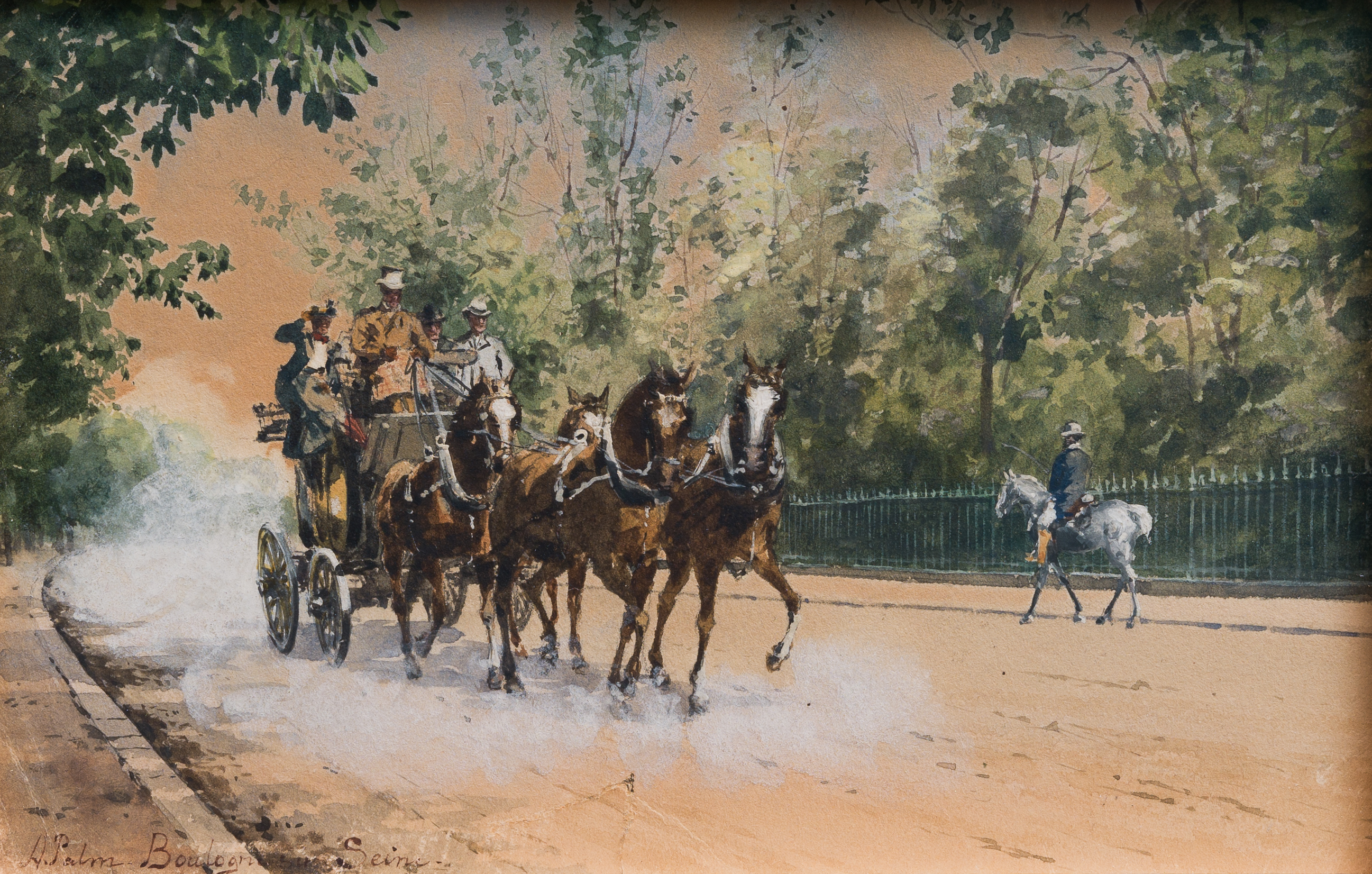
Cotxe i cavalls a tota velocitat, Boulogne-sur-Seine
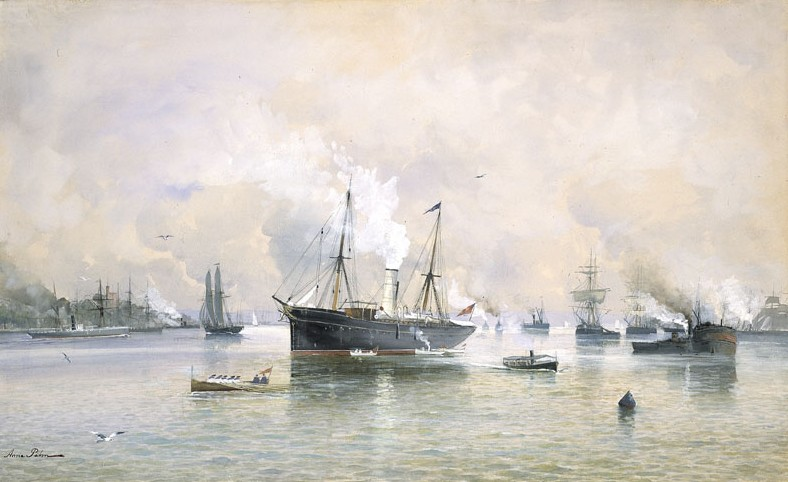
Trànsit al riu d'Estocolm (Estocolm, 1890)
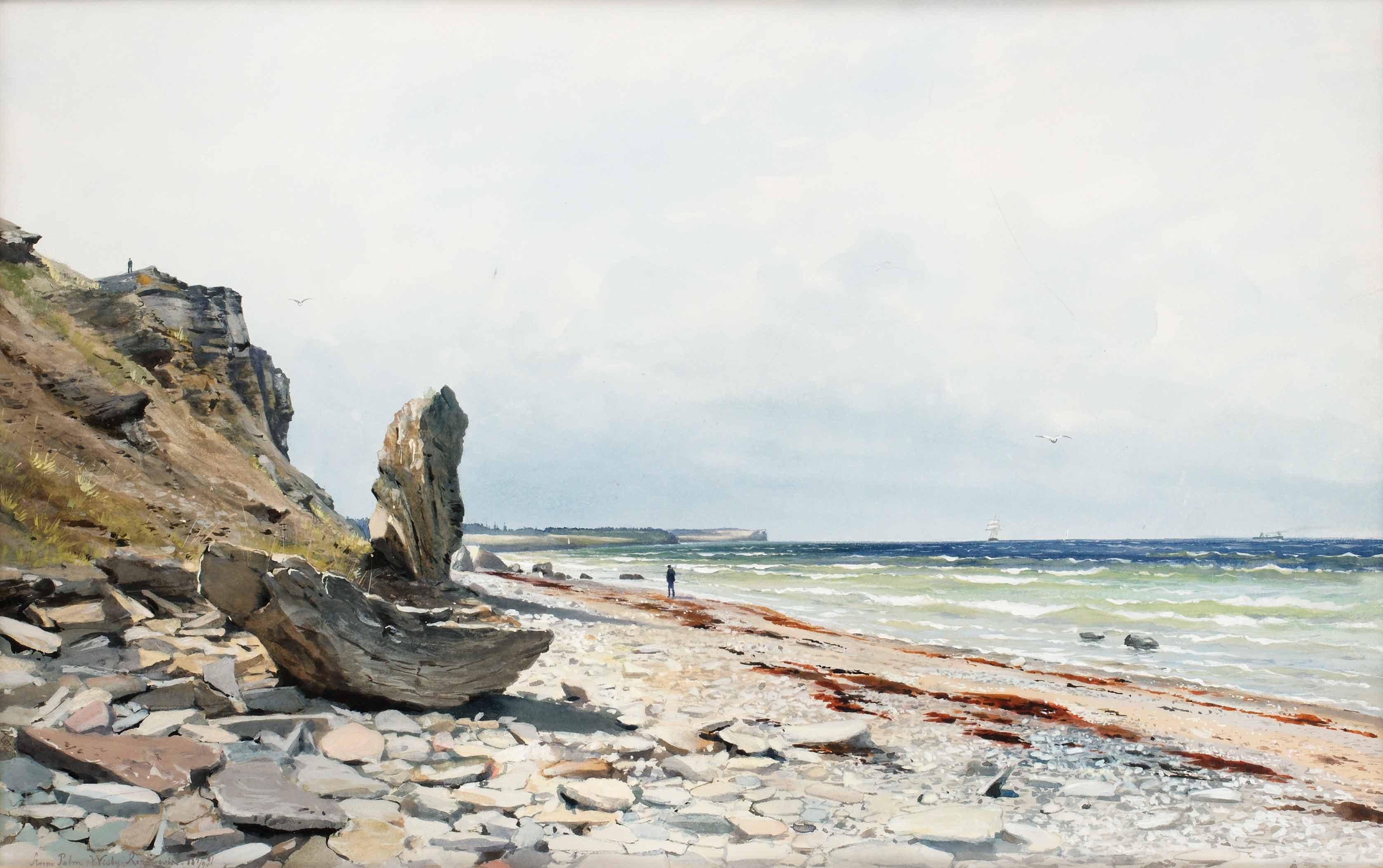
Penyasegat de Högklint (Gotland,1891)
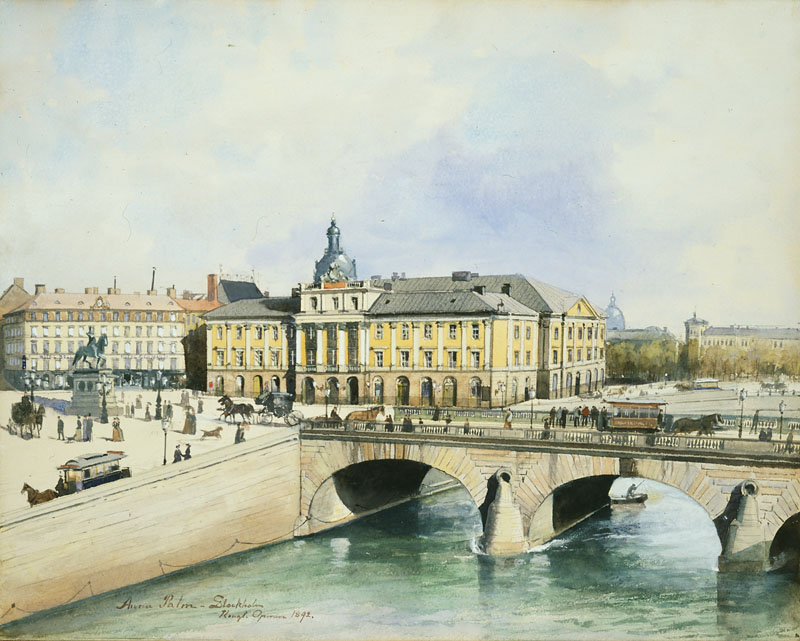
L'antiga Òpera de Helgeandsholmen (Estocolm, 1892)
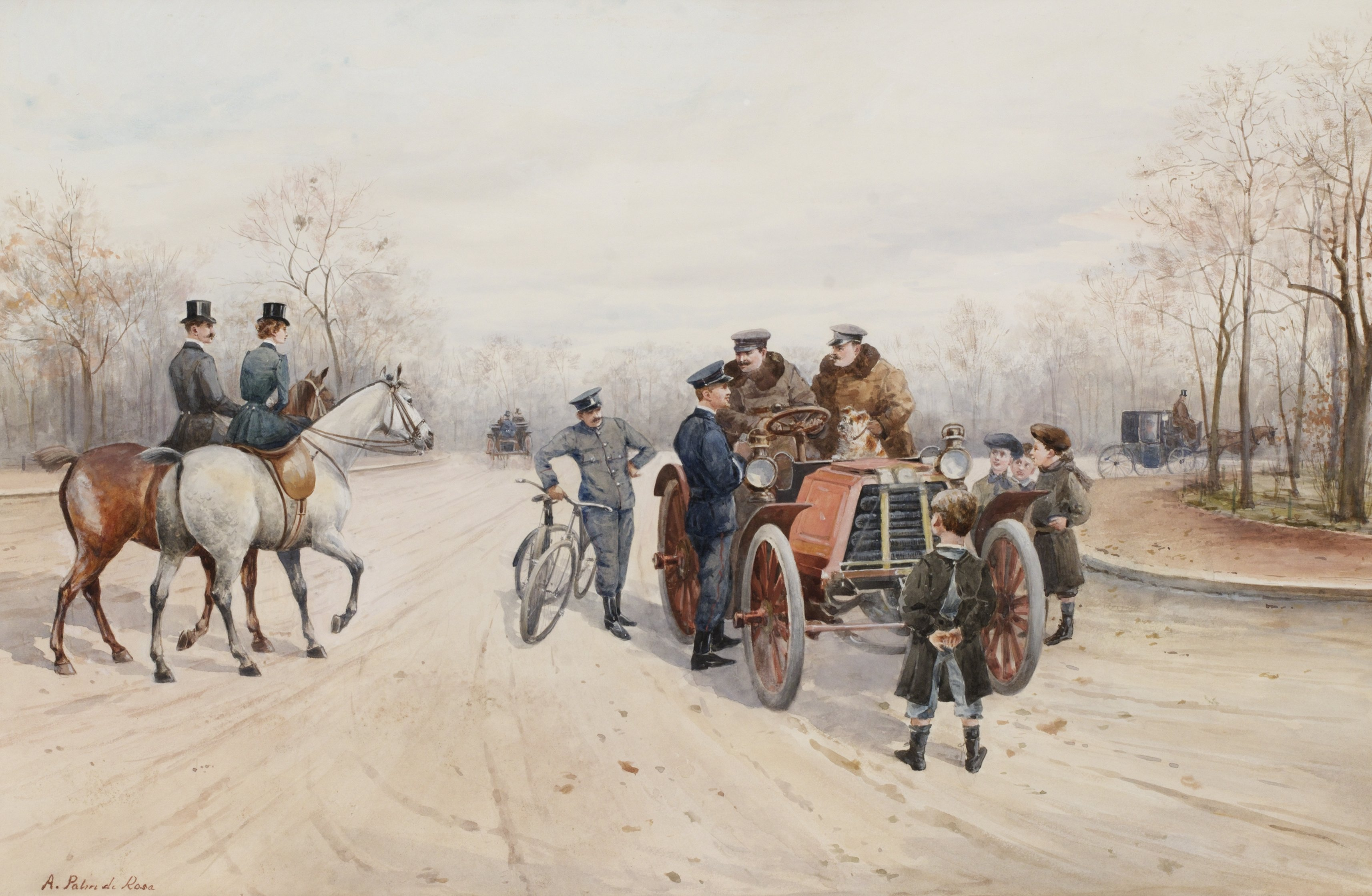
Speeding ticket, Bois de Boulogne (París)
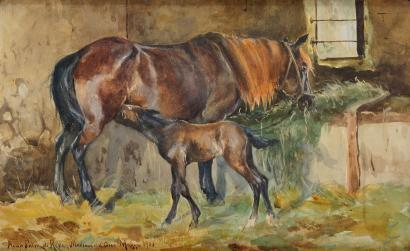
Euga i el seu poltre (Madonna dell Arco, 1908)
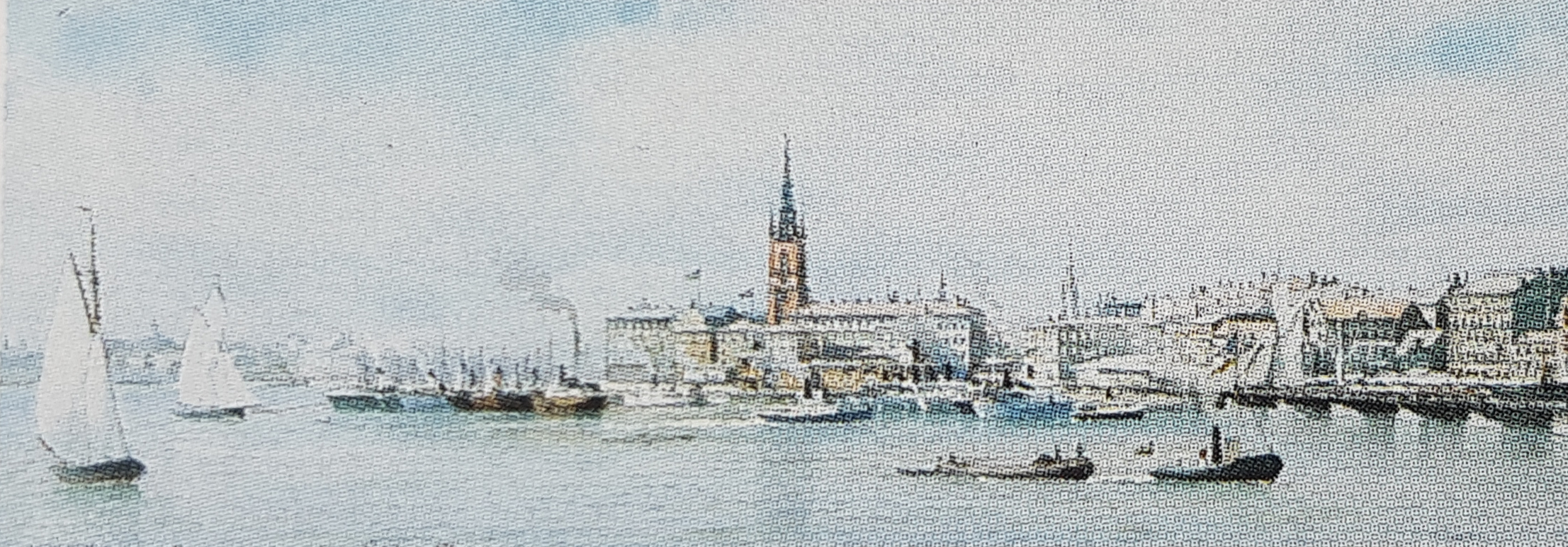
Riddarholmen